# Зеленцова, Екатерина Андреевна
Екатерина Андреевна Зеленцова (род. 29 января 1991 года) — российская ватерполистка, центральная нападающая златоустовской «Уралочки» и сборной России.

## Карьера
Воспитанница златоустовской школы водного поло. Выступает в составе команды «Уралочка-ЗМЗ».
В составе сборной России завоевала бронзовую медаль Универсиады 2009 года в Белграде.
Завоевала золото на чемпионате мира среди юниоров 2009 года в Ханты-Мансийске.
В составе сборной России завоевала золото летней Универсиады 2013 года в Казани, за что была отмечена Почётной грамотой Президента Российской Федерации.

## Образование
Закончила Уральский государственный университет физической культуры
В 2014 году участвовала в играх Суперфинала Мировой Лиги.
Мастер спорта России международного класса.